# Внешняя политика Малайзии
Внешняя политика Малайзии — это общий курс Малайзии в международных делах. Внешняя политика регулирует отношения Малайзии с другими государствами. Реализацией этой политики занимается министерство иностранных дел Малайзии.

## История
Традиционно, внешняя политика Малайзии строится на ее стратегическом положении в Юго-Восточной Азии, которое способствует развитию торговых отношений. С момента независимости страны внешняя политика претерпела некоторые изменения под влиянием внутренних и внешних факторов, но основных принципов это не коснулось. Для Малайзии важно участие в Ассоциации государств Юго-Восточной Азии, так как для страны развитие отношений с государствами  этой межправительственной организации. С 2009 года премьер-министром Малайзии является Наджиб Тун Разак, для его кабинета характерно проведение дальновидной и прагматичной внешней политики, а также привлечение дополнительных внешних инвестиций в экономику страны. 
Малайзия является членом Организации Объединённых Наций, поддерживает политику мультилатерализма в продвижении глобальной свободы и безопасности. Малайзия активно участвует в миротворческих операциях под эгидой ООН. Страна активно сотрудничает с развитыми государствами по развитию производства. Так как в стране большинство населения исповедует ислам, то для Малайзии является важным участие в Организации исламского сотрудничества. Особое внимание Малайзия уделяет развитию отношений со своими соседями: Брунеем, Таиландом, Индонезией и Филиппинами. 
Малайзия имеет 110 дипломатических миссий в 84 странах мира, которые включают в себя посольства, высокие комиссии, генеральные консульства и консульства. Правительство Малайзии считает, что международные отношения должны строиться на уважении независимости, суверенитета, территориальной целостности, мирного разрешения споров и тесного сотрудничества для достижения общих целей.
В 2024 году стало известно, что правительство Малайзии выразило желание присоединиться к объединению БРИКС.